# 솅겐

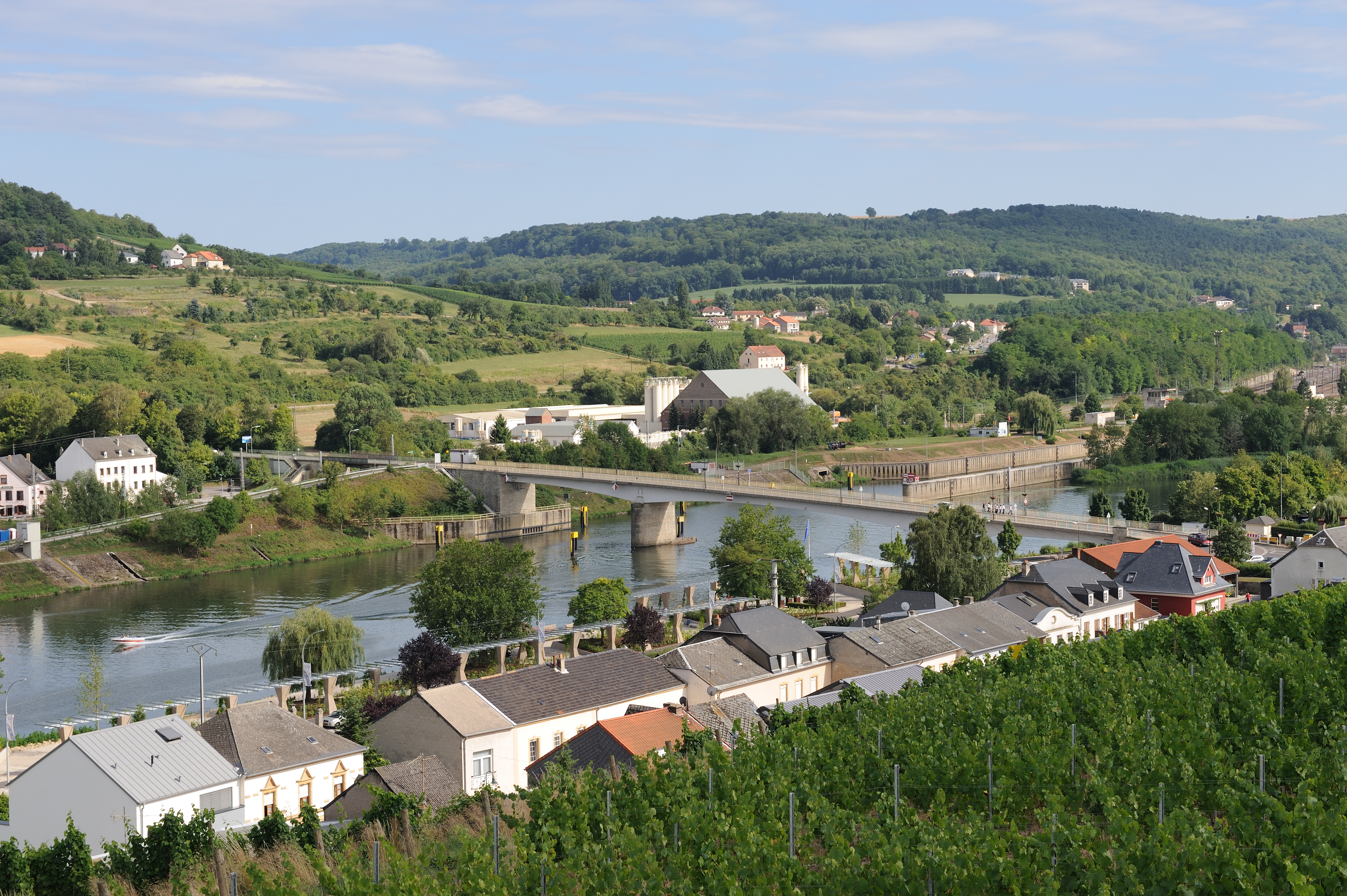
솅겐

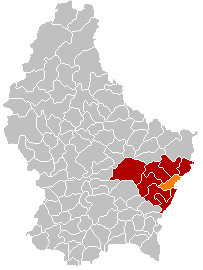
솅겐의 위치

솅겐(룩셈부르크어: Schengen, 프랑스어: Schengen, 독일어: Schengen)은 룩셈부르크 남동부에 위치한 마을이다. 행정 구역상으로는 그레벤마허 구 레미히 주에 속하며 면적은 10.63km2, 높이는 142 ~ 302m, 인구는 1,527명(2011년 기준), 인구 밀도는 140명/km2이다. 독일과 프랑스, 룩셈부르크 세 나라의 국경이 합류하는 삼합점에 위치하며 모젤강과 접한다. 1985년 6월 14일에 체결된 솅겐 조약으로 유명한 곳이다.

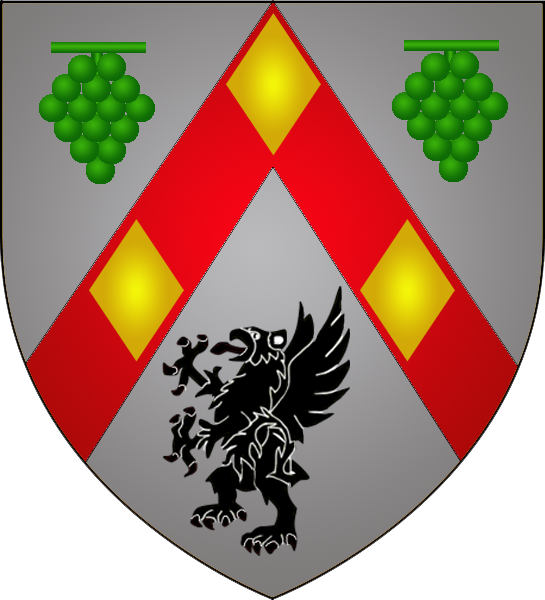
시 문장